# Coatzacoalcos
Coatzacoalcos ist eine Hafenstadt mit etwa 250.000 Einwohnern im Südosten des mexikanischen Bundesstaats Veracruz. Die Stadt ist Verwaltungssitz des gleichnamigen Municipios und des Bistums.

## Geografie

### Lage
Die Hafenstadt Coatzacoalcos liegt in einer Höhe von ca. 25 m im Norden des Isthmus von Tehuantepec an der Mündung des Río Coatzacoalcos in den Golf von Mexiko und ist knapp 600 km (Fahrtstrecke) in südöstlicher Richtung von Mexiko-Stadt entfernt; Veracruz, die ehemalige Hauptstadt des Bundesstaates, befindet sich gut 300 km in nordwestlicher Richtung entfernt.

### Geologie
Die Böden der Gemeinde sind teils vulkanischen Ursprungs und wurden bei früheren Ausbrüchen der Vulkane der Sierra de los Tuxtlas abgelagert; zum anderen Teil bestehen sie aus dem Schwemmland des Río Coatzacoalcos.

### Klima
Das Klima ist die meiste Zeit des Jahres schwülwarm: die Tagestemperaturen liegen nur selten unter 25 °C, erreichen aber auch nur selten mehr als 32 °C; Regen (ca. 2470 mm/Jahr) fällt hauptsächlich in der zweiten Jahreshälfte. Die Luftfeuchtigkeit ist im gesamten Bundesstaat Veracruz ausgesprochen hoch und liegt meist zwischen 70 und 80 %. Manchmal entstehen im Atlantik Wirbelstürme (Hurricans), die auch die mexikanische Golfküste heimsuchen können.

## Bevölkerungsentwicklung
| Jahr      | 1900  | 1950   | 2000    |
| Einwohner | 2.937 | 19.501 | 225.973 |

Das anhaltende Bevölkerungswachstum der Stadt ist im Wesentlichen auf den Zuzug von Menschen aus dem ländlichen Umland zurückzuführen.

## Wirtschaft
Die Stadt selbst dient heute in erster Linie als Wohnsiedlung und verfügt nur noch über kleinere Hafenanlagen; der bedeutsame Überseehafen liegt in Minatitlán auf der gegenüberliegenden Flussseite. Dieser wurde in den Jahren 1899 bis 1907 ausgebaut, nachdem eine Bahnstrecke durch den Isthmus von Tehuantepec eröffnet worden war, die Coatzacoalcos mit Salina Cruz am Pazifischen Ozean verband. 2023 wurde die Verbindung als Corredor interoceánico wiedereröffnet. In und um Minatitlán ist vor allem die petrochemische Industrie ansässig.

## Infrastruktur
Die im Jahr 1980 fertiggestellte Schrägseilbrücke über den Río Coatzacoalcos ist mit einer Gesamtlänge von 1170 m und einer Pfeilerhöhe von ca. 100 m eins der Wahrzeichen des modernen Mexiko. Nur etwa zwei Kilometer weiter nördlich befindet sich ein vierspuriger 2,3 km langer (davon ca. 700 m unter dem Fluss) Straßentunnel kurz vor seiner Fertigstellung, der die Stadt auf dem westlichen Flussufer in maximal 30 m Tiefe (ca. 10 m unterhalb des vertieften Flussbettes) mit dem Hafen und der Industriezone von Minatitlán auf der Ostseite miteinander verbinden soll. Südlich von Minatitlán liegt auch ein internationaler Flughafen.

## Geschichte
Die günstige Lage an einem seeartig verbreiterten Flussmündungsbereich, der gute Fischfangmöglichkeiten bot, macht es wahrscheinlich, dass der Platz schon lange vor dem Auftreten der ersten Hochkulturen Mesoamerikas (siehe Olmeken) besiedelt war. Die Spanier eroberten ihn in den 1520er Jahren; die etwa 700 m breite und ca. 28 km lange Flussmündung des Río Coatzacoalcos erwies sich – wie auch Hernán Cortés in einem Brief an Karl V. bemerkte – als wirtschaftlich und strategisch günstiger und geschützter Hafen. Cortés gründete auf dem gegenüberliegenden Flussufer die Stadt Villa del Espíritu Santo. Das Gebiet erwies sich in der Folge als weitgehend friedlich und wurde so zu einer wichtigen Station beim weiteren Vordringen der Spanier im Süden Mexikos (Bundesstaaten Veracruz, Tabasco und Oaxaca).
Nach der Unabhängigkeit Mexikos (1821) und dem kaiserlichen Zwischenspiel Maximilians (1864–1867) erhielt Coatzacoalcos im Jahre 1881 die Stadtrechte. Im Jahr 1900 wurde der Name der Stadt in Puerto México umgewandelt, um die besondere Bedeutung des Hafens für das Land hervorzuheben; 1936 erfolgte die Rückbenennung in Coatzacoalcos. Im Jahr 1984 wurde die Stadt durch Papst Johannes Paul II. zum Bischofssitz erhoben.

## Legende
Der Name der Stadt bedeutet in Nahuatl, der Sprache der heimischen Indianer: „Der Ort, an dem die Schlange verschwunden ist.“ Er bezieht sich auf die Legende von der Flucht bzw. Auswanderung des Gottkönigs Quetzalcoatl übers Meer. Sowohl das Stadtwappen als auch die Museumspyramide nehmen Bezug darauf.

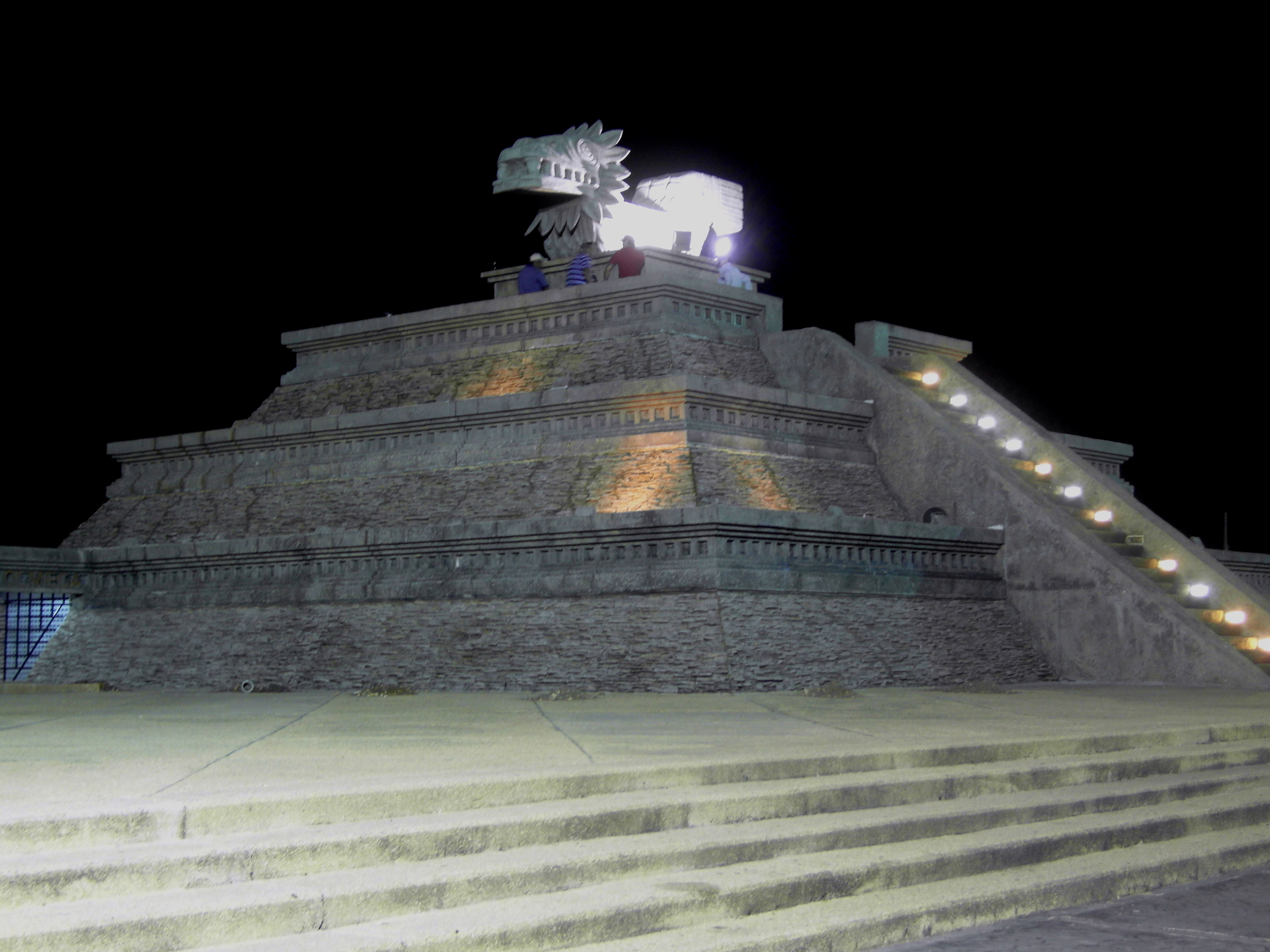
Die Pyramide mit gefiederter Schlange ist eine neuzeitliche dreidimensionale Interpretation des Stadtwappens. Sie beherbergt ein Museum zur Kunst und Kultur der Olmeken.

## Sehenswürdigkeiten
- Bei den Ausschachtungen zum Tunnelneubau kam eine Fülle von Keramikscherben zum Vorschein, die – nach Meinung der Archäologen – verschiedenen Kulturepochen und Kulturvölkern (Olmeken, Maya, Totonaken u. a.) zuzurechnen sind.
- Das Museo de Arqueología ist in der „Pyramide“ an der Uferstraße (Malecón) untergebracht und zeigt über 900 kleinere Exponate zur Geschichte, Kunst und Kultur der Olmeken.[5]
- Die alte Kathedrale San José, ein zweitürmiger Bau aus den 1940er Jahren, wurde Ende 2012 abgerissen. Bereits im Jahr 1984 wurde unmittelbar daneben ein moderner Neubau in Form eines riesigen Maya-Gewölbes eingeweiht.
- Der Palacio Municipal ist ein Bau aus den 1950er Jahren und erhebt sich im Stadtzentrum.
- Der Parque Independencia befindet sich unmittelbar vor dem Palacio Municipal und dient der Bevölkerung – vor allem in den Abendstunden – zum Flanieren und Promenieren.[6]

## Persönlichkeiten
- Malinche (* um 1505; † um 1529), Dolmetscherin und Geliebte des spanischen Eroberers Hernán Cortés
- Maria Antonieta Collins (* 1951), Journalistin
- Salma Hayek (* 1966), Schauspielerin
- Silviano Delgado (* 1969), Fußballspieler
- Olivia Gorra (* 1971), Sopranistin[7]

## Partnerstädte
- San Fernando, Philippinen
- Shandong, Volksrepublik China
- Rizhao, Jiangsu, Volksrepublik China
- Villahermosa, Tabasco, Mexiko
- Salina Cruz, Oaxaca, Mexiko
- Tuxtla Gutiérrez, Chiapas, Mexiko